# サントーシー
サントーシー（santoshi）は、インドの女神。「満足を与える女」という意味。
現世利益、子授け、安産、子育てなどの女神とされドゥルガーの生まれ変わり、化身ともされる。
1975年頃に公開された「ジャイ・サントーシー・マー（サントーシー女神万歳）」というインド映画から生まれた。
映画が大流行し、この女神を祀る寺院が続々と造られた。
毎週金曜日に夜明けから日暮れまで断食をし、それを16週間続け、女神への礼拝を続けるとあらゆる幸運を授かるとされる。